# Adobe Acrobat Connect
Adobe Acrobat Connect — программное обеспечение для веб-конференций, которое позволяет отдельным лицам и малым предприятиям мгновенно общаться и сотрудничать через простой в использовании онлайн-доступ. Adobe Acrobat Connect является частью семейства Adobe и состоит из набора модулей:
- Adobe Connect Pro Meeting – Средство организации совещаний и семинаров по сети в реальном времени. Позволяет пользователям проводить презентации, обмениваться файлами, потоковым аудио, видео, а также служит средством для организации многопользовательских видеоконференций. Вы можете сохранять уже созданные виртуальные переговорные комнаты и их содержимое для последующего быстрого доступа к ним – такая возможность значительно сокращает время подготовки к семинарам, переговорам и проведению презентаций.
- Adobe Connect Pro Training – Средство, позволяющее создавать, управлять, проводить и отслеживать курсы дистанционного обучения. Позволяет разрабатывать учебные программы, которые могут сочетать в себе как индивидуальные учебные планы на основе курсов, созданных с помощью Adobe Presenter, так и материалы сторонних производителей, и интерактивное обучение под руководством преподавателя.
- Adobe Connect Pro Events – Средство управления жизненным циклом всех событий, относящихся к участию во встречах и тренингах, таких как оценка обучающихся, регистрация на курсы, уведомления и отчетность[источник не указан 593 дня].